# Ichneumon
Ichneumon is een geslacht van vliesvleugeligen uit de familie van de gewone sluipwespen (Ichneumonidae). De wetenschappelijke naam werd in 1758 gepubliceerd door Carl Linnaeus in de tiende editie van zijn Systema naturae.

## Soorten
- I. abieticola Ratzeburg, 1852
- I. abrogator Schrank, 1781
- I. acetimuscorum Christ, 1791
- I. acicularis (Geoffroy, 1785)
- I. acosmus Kriechbaumer, 1880
- I. acourti Cockerell, 1921
- I. acuticornis Thomson, 1896
- I. acutorius Villers, 1789
- I. adairae Kittel, 2016
- I. adelungi Kokujev, 1909
- I. admontis Hilpert, 1992
- I. adonis (Viereck, 1903)
- I. adulterator Villers, 1789
- I. aemulus (Tosquinet, 1889)
- I. aeolothorax Lichtenstein, 1796
- I. aequicalcar Thomson, 1888
- I. aethalurus Lichtenstein, 1796
- I. affector Tischbein, 1879
- I. affinis Cuvier, 1833
- I. agassizae Kittel, 2016
- I. agilis Christ, 1791
- I. albibucca Tischbein, 1874
- I. albicans Gmelin, 1790
- I. albicollis Schiodte, 1839
- I. albiger Wesmael, 1845
- I. albiornatus Tischbein, 1879
- I. albipes Geoffroy, 1785
- I. albus Geoffroy, 1785
- I. alius Tischbein, 1879
- I. almeriae Hilpert, 1992
- I. alpestriformis (Viereck, 1923)
- I. alpestriops Heinrich, 1951
- I. alpestris Holmgren, 1864
- I. alpha Brues, 1910
- I. alpinator Aubert, 1964
- I. altaicola Heinrich, 1978
- I. amator Rossi, 1792
- I. amauropus Heinrich, 1956
- I. ambiguorius Villers, 1789
- I. amblypygops Heinrich, 1978
- I. ambulatorius Fabricius, 1775
- I. americanicolor Heinrich & Gupta, 1957
- I. amphibolus Kriechbaumer, 1888
- I. ampliventris Berthoumieu, 1894
- I. analis Gravenhorst, 1829
- I. analisorius Heinrich, 1952
- I. anceps Villers, 1789
- I. angulatorius Muller, 1776
- I. ani Geoffroy, 1785
- I. annaelisae Heinrich, 1965
- I. anningae Kittel, 2016
- I. annularis Lichtenstein, 1796
- I. annulator Muller, 1776
- I. annulatorius Fabricius, 1775
- I. anonymus Cuvier, 1833
- I. anticus Geoffroy, 1785
- I. aphidiphagus Schrank, 1802
- I. appetens Kawall, 1868
- I. approximans Provancher, 1886
- I. aquensis Heer, 1861
- I. aquilonius Perkins, 1953
- I. aranearum Retzius, 1783
- I. ardates Cameron, 1897
- I. areolaris Kokujev, 1904
- I. arisanus Uchida, 1929
- I. armillatorius Cuvier, 1833
- I. armillatus Cuvier, 1833
- I. artemis (Viereck, 1902)
- I. artifex Muller, 1776
- I. arvernicus Pic, 1914
- I. asiaticus Roman, 1926
- I. atratus Gmelin, 1790
- I. atrox Cresson, 1877
- I. audax Cresson, 1877
- I. auricapillus Gmelin, 1790
- I. australis (Uchida, 1926)
- I. autumnalis Cuvier, 1833
- I. avidus Kawall, 1868
- I. balteatus Wesmael, 1845
- I. barbator Fabricius, 1793
- I. barbatus Cuvier, 1833
- I. basilaris Geoffroy, 1785
- I. bavaricus Hilpert, 1992
- I. bellipes Wesmael, 1845
- I. berninae (Habermehl, 1916)
- I. betulae Strom, 1788
- I. bicinctus Fuesslin, 1775
- I. bicingulatus Schrank, 1837
- I. bicingulus (Townes, Momoi & Townes, 1965)
- I. bicolo Cuvier, 1833
- I. bicolor Villers, 1789
- I. bicoloranus (Cushman, 1938)
- I. bidentator Lichtenstein, 1796
- I. bifasciatus Geoffroy, 1785
- I. bilimeki Cameron, 1884
- I. bimembris Provancher, 1877
- I. binotatus (Ashmead, 1890)
- I. bipunctatus Gmelin, 1790
- I. birdae Kittel, 2016
- I. bisulcus Gmelin, 1790
- I. bituberculatus Bouche, 1834
- I. boreellus Thomson, 1896
- I. brachiacanthos Cuvier, 1833
- I. brachigaster Cuvier, 1833
- I. brachyacanthus Gmelin, 1790
- I. brachyurus Schrank, 1781
- I. brenthise Uchida, 1957
- I. brevis Tischbein, 1873
- I. broweri Heinrich, 1961
- I. browni Heinrich, 1961
- I. browniops Heinrich, 1969
- I. brunneicauda (Cushman, 1938)
- I. brunneolus Gmelin, 1790
- I. bucculentus Wesmael, 1845
- I. buryas Heinrich, 1949
- I. byrdiae Heinrich, 1956
- I. byrdiops Heinrich, 1956
- I. cadomensis Cuvier, 1833
- I. caecus Cuvier, 1833
- I. caedator Gravenhorst, 1829
- I. caeruleator Panzer, 1804
- I. calceator Thunberg, 1822
- I. caliginosus Cresson, 1864
- I. calitergus Cresson, 1867
- I. caloscelis Wesmael, 1845
- I. canadensis Cresson, 1867
- I. canadicola Heinrich, 1961
- I. cannabis Scopoli, 1763
- I. cannoni Cockerell, 1910
- I. capriolus Hilpert, 1992
- I. captorius Thunberg, 1822
- I. carbonarius Gmelin, 1790
- I. carduorum Cuvier, 1833
- I. carinator Fabricius, 1798
- I. carinatus (Kokujev, 1927)
- I. castaneator Schiodte, 1839
- I. castor Cameron, 1884
- I. cavator Muller, 1776
- I. centralpinicola Bauer, 1999
- I. centrator Say, 1825
- I. cephalator Villers, 1789
- I. cerasi Cuvier, 1833
- I. cerebrosus Wesmael, 1859
- I. cerinthius Gravenhorst, 1820
- I. cerussatus Schiodte, 1839
- I. cervinus Gmelin, 1790
- I. cervulus Provancher, 1875
- I. cessator Muller, 1776
- I. cessatorops Heinrich, 1956
- I. chaseae Kittel, 2016
- I. cimex Muller, 1776
- I. cinxiae Kriechbaumer, 1890
- I. circes Boie, 1855
- I. citrifrons Cresson, 1867
- I. clarimontis Cameron, 1908
- I. clasma (Carlson, 1979)
- I. coelestis Geoffroy, 1785
- I. cognator Cuvier, 1833
- I. colorator Villers, 1789
- I. coloratus Gmelin, 1790
- I. commodus (Davis, 1898)
- I. compar Cresson, 1877
- I. computatorius Muller, 1776
- I. conciliator Rossi, 1790
- I. concretus Brues, 1910
- I. confundor Heinrich, 1978
- I. confusor Gravenhorst, 1820
- I. coniger Tischbein, 1876
- I. connatus Spinola, 1851
- I. connectens Roman, 1904
- I. conscopa Heinrich, 1961
- I. consecutorius Villers, 1789
- I. constrictus Geoffroy, 1785
- I. constuprator Lichtenstein, 1796
- I. contemptus Kokujev, 1909
- I. contractus (Ashmead, 1890)
- I. contrarius Berthoumieu, 1895
- I. contrectator Kawall, 1868
- I. corax Berthoumieu, 1894
- I. corculatorius Villers, 1789
- I. coriae Kittel, 2016
- I. corruptor Olivier, 1792
- I. cothurnatus Schrank, 1781
- I. crassifemur Thomson, 1886
- I. crassipes Geoffroy, 1785
- I. craterorum Heinrich, 1978
- I. creperus Cresson, 1867
- I. criticus Tischbein, 1881
- I. croceatorius Villers, 1789
- I. cruciator Villers, 1789
- I. cruentatus Christ, 1791
- I. cubensis Cresson, 1865
- I. cultratus Gmelin, 1790
- I. cunctator Muller, 1776
- I. cunitzae Kittel, 2016
- I. cupidus Kawall, 1868
- I. cupitus Cresson, 1877
- I. curtatus Geoffroy, 1785
- I. curticrus (Provancher, 1888)
- I. curtulus Kriechbaumer, 1882
- I. curtus Schrank, 1781
- I. curvus Muller, 1776
- I. cyanimontis Heinrich, 1978
- I. cyanops Cuvier, 1833
- I. cylindricus Gmelin, 1790
- I. cynthiae Kriechbaumer, 1888
- I. championi Cameron, 1885
- I. chasmiops Heinrich, 1965
- I. chasmodops Heinrich, 1961
- I. chermetis Schrank, 1802
- I. chernovi Heinrich, 1978
- I. chinensis Kokujev, 1904
- I. chrysopus Gmelin, 1790
- I. daisetsuzanus Uchida, 1927
- I. daphne Bauer, 1985
- I. deauratus Gmelin, 1790
- I. decrepitus Brues, 1910
- I. decurtatus Wesmael, 1845
- I. degeerii Bechstein & Scharfenberg, 1805
- I. delator Wesmael, 1845
- I. denticulator Muller, 1776
- I. depressator Villers, 1789
- I. depressus Gmelin, 1790
- I. deustus Gmelin, 1790
- I. devastator Schrank, 1781
- I. devinctor Say, 1825
- I. diaphorus Schiodte, 1839
- I. dickersonae Kittel, 2016
- I. didymus Gravenhorst, 1829
- I. dietrichae Kittel, 2016
- I. difficilis Cresson, 1877
- I. dilleri Heinrich, 1980
- I. dillerorum Heinrich, 1968
- I. dimidiator Fabricius, 1781
- I. dimidius Cuvier, 1833
- I. dionymus (Carlson, 1979)
- I. dioryctiae Heinrich, 1961
- I. dipsacanae Schrank, 1802
- I. discoensis Fox, 1892
- I. discolor Gmelin, 1790
- I. discors Berthoumieu, 1899
- I. discretus Gmelin, 1790
- I. diversicolor Gmelin, 1790
- I. diversor Wesmael, 1855
- I. dolosus Wesmael, 1855
- I. dormitans Brues, 1910
- I. dorsalis Cresson, 1864
- I. drewsenii Ratzeburg, 1848
- I. egregiafacialis Viereck, 1905
- I. elegans Cuvier, 1833
- I. emancipatops Heinrich, 1978
- I. emancipatus Wesmael, 1845
- I. enayamensis Uchida, 1926
- I. epomidius (Townes, Momoi & Townes, 1965)
- I. eremitatorius Zetterstedt, 1838
- I. ermak Kokujev, 1904
- I. erythrogaster Gmelin, 1790
- I. erythromerus Wesmael, 1857
- I. erythrurus Spinola, 1843
- I. erytrostoma Cuvier, 1833
- I. eumerus Wesmael, 1857
- I. eurypus Heinrich, 1961
- I. exesus Brues, 1910
- I. exilicornis Wesmael, 1857
- I. exlex Muller, 1776
- I. exoticus Schrank, 1781
- I. exsiccator Rossi, 1790
- I. extensorius Linnaeus, 1758
- I. extricator Villers, 1789
- I. faber Christ, 1791
- I. faciens Davis, 1898
- I. factor Dalla Torre, 1901
- I. falcifer Gmelin, 1790
- I. falculator Villers, 1789
- I. falsarius Olivier, 1792
- I. falsator Villers, 1789
- I. fasciator Fabricius, 1781
- I. favoniuse Uchida, 1958
- I. fedtschenkoae Kittel, 2016
- I. femoralis Cuvier, 1833
- I. femorator Kirby, 1802
- I. femoratus Villers, 1789
- I. fenestralis Rossi, 1794
- I. feralis Cresson, 1867
- I. feriens Heinrich, 1961
- I. fernaldae Kittel, 2016
- I. ferrandi Pic, 1914
- I. ferruginatorius Pontoppidan, 1763
- I. ferrugineus Bloch, 1776
- I. ferruginosus Gmelin, 1790
- I. festus Cresson, 1865
- I. filatus (Tischbein, 1879)
- I. fimetarius Cuvier, 1833
- I. flavaginis Boie, 1855
- I. flavescens Gmelin, 1790
- I. flavifrons Preysler, 1793
- I. flavipes Geoffroy, 1785
- I. flaviventris Gmelin, 1790
- I. flavoclypeatus Pfeffer, 1913
- I. flavofacialis Viereck, 1905
- I. forcicatus Villers, 1789
- I. formicator Lichtenstein, 1796
- I. formosus Gravenhorst, 1829
- I. foxleei Heinrich, 1961
- I. fraudatorius Villers, 1789
- I. freyi Kriechbaumer, 1880
- I. frischii Bechstein & Scharfenberg, 1805
- I. frontator Fonscolombe, 1847
- I. fuliginator Lichtenstein, 1796
- I. fuliginosus Gmelin, 1790
- I. fulvicornis Gravenhorst, 1829
- I. fumosus Geoffroy, 1785
- I. funebris Gmelin, 1790
- I. furiosus Kokujev, 1909
- I. furumakiensis (Uchida, 1926)
- I. fuscatorius Thunberg, 1822
- I. fuscatus Gmelin, 1790
- I. fuscescens Gmelin, 1790
- I. fuscicornis Gmelin, 1790
- I. fuscifrons Cresson, 1864
- I. fuscipes Gmelin, 1790
- I. gallicanus Cuvier, 1833
- I. gavisicolor Heinrich, 1956
- I. geminus Gmelin, 1790
- I. gestuosus Cresson, 1877
- I. gibbosus Brischke, 1878
- I. gibbulus Thomson, 1886
- I. glacialis Ashmead, 1902
- I. glaucopygos Heinrich, 1961
- I. globosus Cuvier, 1833
- I. goeppertae Kittel, 2016
- I. gouldae Kittel, 2016
- I. gracilentus Wesmael, 1845
- I. gracilicornis Gravenhorst, 1829
- I. gracilicornops Heinrich, 1961
- I. graciliformis Heinrich, 1965
- I. grammicus Schiodte, 1839
- I. grandicornis Thomson, 1886
- I. grandisops Heinrich, 1961
- I. gratus Wesmael, 1855
- I. grossulariatae Schrank, 1802
- I. haematofemur Heinrich, 1980
- I. haematonotus Wesmael, 1859
- I. haematopus Schrank, 1786
- I. haematostoma Gmelin, 1790
- I. haemorrhoicus Kriechbaumer, 1887
- I. haeselbarthi Heinrich, 1973
- I. haglundi Holmgren, 1864
- I. hakutozanus Uchida, 1955
- I. hartmanni Cuvier, 1833
- I. haruspex Muller, 1776
- I. heinrichi (Gupta, 1987)
- I. helenae Hilpert, 1992
- I. helveticus Pic, 1899
- I. helleni Heinrich, 1951
- I. hemimelanarius Viereck, 1906
- I. heterocampae (Cushman, 1933)
- I. heterodon Heinrich, 1961
- I. heterogonos Gmelin, 1790
- I. hiemalus Cresson, 1877
- I. hiltoni Heinrich, 1969
- I. hinzi Heinrich, 1972
- I. hippisleyae Heinrich, 1961
- I. hirtus (Kokujev, 1909)
- I. hodgkinae Kittel, 2016
- I. homoiodon Heinrich, 1961
- I. homorus Heinrich, 1961
- I. hospitus Cresson, 1867
- I. humeralis Lichtenstein, 1796
- I. hummeli Roman, 1936
- I. hypermelanos Heinrich, 1961
- I. hypolius Thomson, 1888
- I. ignarus Cresson, 1874
- I. ignobilis Wesmael, 1855
- I. illacessitus Cameron, 1885
- I. imitator Villers, 1789
- I. immundus Tischbein, 1882
- I. imperialis Gmelin, 1790
- I. impressus Gmelin, 1790
- I. incrassator Muller, 1776
- I. incrassatorius Villers, 1789
- I. incrassatus Cuvier, 1833
- I. indosessor Heinrich, 1965
- I. infernalis Heer, 1865
- I. inflammatorius Villers, 1789
- I. infucatus Cresson, 1865
- I. ingae Heinrich, 1980
- I. ingratus (Hellen, 1951)
- I. inoblidendus Heinrich, 1978
- I. inops Holmgren, 1880
- I. inquinatus Wesmael, 1845
- I. insidiosus Wesmael, 1845
- I. insinuator Rossi, 1792
- I. insulator Horstmann, 2008
- I. intermedius Constantineanu & Voicu, 1977
- I. intricator Wesmael, 1855
- I. inurbanus Cresson, 1867
- I. inutilis Wesmael, 1855
- I. inversus Geoffroy, 1785
- I. investigator Rossi, 1794
- I. invisus Tischbein, 1874
- I. iodopterus Spinola, 1851
- I. iranicus (Heinrich, 1929)
- I. iwatensis (Uchida, 1926)
- I. johnsonae Kittel, 2016
- I. jugicola Heinrich, 1949
- I. juniperinus Strom, 1788
- I. kadzikistanus Heinrich, 1980
- I. karpaticus Heinrich, 1951
- I. kiminaiensis (Uchida, 1926)
- I. kingae Kittel, 2016
- I. klagesi Viereck, 1912
- I. kodiakensis Ashmead, 1902
- I. kongosanus (Uchida, 1926)
- I. kozlovi Kokujev, 1909
- I. kuroishiensis (Uchida, 1929)
- I. labialis Geoffroy, 1785
- I. labyrinthellae Bjerkander, 1790
- I. lacrymans Provancher, 1875
- I. lacunae Heinrich, 1969
- I. laetus Brulle, 1846
- I. laevibasis Hellen, 1951
- I. languidus Wesmael, 1845
- I. lanio Schrank, 1837
- I. lapponicus Hellen, 1951
- I. lariae Curtis, 1835
- I. lariceus Cameron, 1885
- I. larvicida Scharfenberg, 1805
- I. latecinctus Schmiedeknecht, 1929
- I. latepetiolatus Cuvier, 1833
- I. lateralis Cuvier, 1833
- I. latimodjongis Heinrich, 1934
- I. lautatorius Desvignes, 1856
- I. lectus Kokujev, 1908
- I. lenoginator Rossi, 1792
- I. leptostigma Kriechbaumer, 1888
- I. leucacanthus Kawall, 1868
- I. leucocoxalis Heinrich, 1961
- I. leucogaster Cuvier, 1833
- I. leucogastrius Schrank, 1802
- I. leucogigas Heinrich, 1965
- I. leucomelas Strom, 1768
- I. leucopalpus Preysler, 1793
- I. leucopeltis Thomson, 1888
- I. leucopis Gmelin, 1790
- I. leucorrhous Gmelin, 1790
- I. leucospis Cuvier, 1833
- I. leucotarsus Gmelin, 1790
- I. lewisii Cresson, 1864
- I. lictor Thunberg, 1822
- I. ligatorius Thunberg, 1822
- I. linearis Geoffroy, 1785
- I. lineolatus Gmelin, 1790
- I. lingulator Villers, 1789
- I. literator Thunberg, 1822
- I. lituratus Gmelin, 1790
- I. lividicornis Gmelin, 1790
- I. lividus Gmelin, 1790
- I. longicellus Uchida, 1926
- I. longicornis Villers, 1789
- I. longicrus Uchida, 1926
- I. longipalpis Gmelin, 1790
- I. longipes Gmelin, 1790
- I. longulus Cresson, 1864
- I. lotatorius Fabricius, 1775
- I. lotorius Villers, 1789
- I. lucidus Cuvier, 1833
- I. luctuosus Cuvier, 1833
- I. ludio Schrank, 1802
- I. luteipes Wesmael, 1855
- I. luteolus Gmelin, 1790
- I. lutescens Gmelin, 1790
- I. maceratorius Villers, 1789
- I. macilentus (Tischbein, 1881)
- I. macroceros Cuvier, 1833
- I. macropus Schrank, 1776
- I. maculatorius Strom, 1768
- I. machinatorius Rossi, 1792
- I. magistratus Hilpert, 1992
- I. mainensis Heinrich, 1962
- I. maius Cresson, 1867
- I. malaisei Heinrich, 1965
- I. mandarinus Kokujev, 1909
- I. manicatus Holmgren, 1864
- I. marginatorius Rossi, 1790
- I. marginatus Gmelin, 1790
- I. marmotus Hilpert, 1992
- I. masoni Heinrich, 1956
- I. maxillosus Cuvier, 1833
- I. medeae Kriechbaumer, 1895
- I. medioasiaticus Hilpert, 1992
- I. medius (Uchida, 1926)
- I. megapodius Heinrich, 1949
- I. melanarcticus Heinrich, 1961
- I. melanobatus Gravenhorst, 1829
- I. melanocephalos Geoffroy, 1785
- I. melanoceras Ratzeburg, 1844
- I. melanoleucos Gmelin, 1790
- I. melanophthalmus Schrank, 1776
- I. melanopteros Geoffroy, 1785
- I. melanopterus Gmelin, 1790
- I. melanopygus Wesmael, 1855
- I. melanosomus Wesmael, 1855
- I. melanostygma Cuvier, 1833
- I. melanotis Holmgren, 1864
- I. melanurus Gmelin, 1790
- I. memorator Wesmael, 1845
- I. mendax Cresson, 1877
- I. microferiens Heinrich, 1961
- I. micropnygus Thomson, 1893
- I. middendorffii Erichson, 1851
- I. militator Cuvier, 1833
- I. millerae Kittel, 2016
- I. minutorius Desvignes, 1856
- I. mixtus Gmelin, 1790
- I. mlokosevitshi Kokujev, 1908
- I. modestus Roman, 1927
- I. moelleri Holmgren, 1884
- I. moerens Gmelin, 1790
- I. molitorius Linnaeus, 1761
- I. molorchi Oculus, 1881
- I. monospilus Thomson, 1896
- I. moosae Kittel, 2016
- I. moratorius Muller, 1776
- I. mordax Kriechbaumer, 1875
- I. mordaxiops Heinrich, 1978
- I. mucronator Schiodte, 1839
- I. multipictus Gravenhorst, 1820
- I. mussii Ratzeburg, 1848
- I. mystificans Heinrich, 1961
- I. naevius Gmelin, 1790
- I. nanus Cuvier, 1833
- I. nanusniger Heinrich, 1975
- I. natatorius Kolenati, 1859
- I. natoliae Linnaeus, 1762
- I. nearctivernus Heinrich, 1956
- I. nebularum Heinrich, 1956
- I. nebulosae Hinz, 1975
- I. nebulosus Cuvier, 1833
- I. neomolitor Heinrich, 1961
- I. neosarcitor Heinrich, 1961
- I. nigellus Gmelin, 1790
- I. niger Scopoli, 1786
- I. nigrator Muller, 1776
- I. nigratorius Muller, 1776
- I. nigricans Gmelin, 1790
- I. nigriceps Hilpert, 1992
- I. nigricoxalis Uchida, 1926
- I. nigrifemoratus Uchida, 1926
- I. nigritus Olivier, 1792
- I. nigroscutellatus Kriechbaumer, 1897
- I. nigrotergus Davis, 1898
- I. nigrovariegatus (Provancher, 1874)
- I. niphonicus Uchida, 1926
- I. nitidulus Boie, 1857
- I. normannicus Cuvier, 1833
- I. norvegicus Hilpert, 1992
- I. notatus Gmelin, 1790
- I. novemalbatus Kriechbaumer, 1875
- I. nubigenus Roman, 1938
- I. nyassae Heinrich, 1967
- I. nyssaeus Holmgren, 1878
- I. obduratus Brues, 1910
- I. obfuscatus Gmelin, 1790
- I. oblatorius Rossi, 1792
- I. obliteratus Wesmael, 1855
- I. oblitus Heinrich, 1961
- I. oblongus Schrank, 1802
- I. obnixus Heinrich, 1978
- I. obscurator Panzer, 1804
- I. obscuritarsis Dalla Torre, 1902
- I. obscurus Geoffroy, 1785
- I. observandus Heinrich, 1951
- I. obsoletus Gmelin, 1790
- I. obtusicauda Heinrich, 1965
- I. occidentis Hilpert, 1992
- I. ocreatus Gmelin, 1790
- I. ochrocercus Gmelin, 1790
- I. ochropsis Cuvier, 1833
- I. ochropus Gmelin, 1790
- I. odomariensis Uchida, 1926
- I. ogumae Uchida, 1926
- I. ohtaniensis Uchida, 1926
- I. omiensis (Uchida, 1926)
- I. opacus Tischbein, 1881
- I. ormerodae Kittel, 2016
- I. ormsbyensis (Cameron, 1908)
- I. ornativentris (Kokujev, 1909)
- I. orthacanthos Cuvier, 1833
- I. ostentator Heinrich, 1978
- I. oviventroides Hinz, 1975
- I. palaearctops Heinrich, 1975
- I. palpator Kawall, 1868
- I. palugracilicornis Bauer, 1999
- I. pallens Gmelin, 1790
- I. pallescens Gmelin, 1790
- I. pallifrons Cuvier, 1833
- I. paradoxus Provancher, 1882
- I. paramajops Heinrich, 1975
- I. parengensis Kiss, 1929
- I. partitorius Fonscolombe, 1847
- I. partitus Gmelin, 1790
- I. parvus Cresson, 1864
- I. pastinacae Strom, 1768
- I. patroclus (Viereck, 1903)
- I. pectoralis Cuvier, 1833
- I. pectorator Thunberg, 1822
- I. pedalis Cresson, 1864
- I. peloponnesus Heinrich, 1980
- I. pellionellae Retzius, 1783
- I. pendula Christ, 1791
- I. perfusorius Rossi, 1792
- I. periscelis Schrank, 1802
- I. perlugubris Heinrich, 1961
- I. peroratus (Cameron, 1908)
- I. perretti Heinrich, 1956
- I. personatus Cuvier, 1833
- I. perturbator Latreille, 1802
- I. petiolatus Geoffroy, 1785
- I. phaeostigmus Wesmael, 1857
- I. phalaenarum Scharfenberg, 1805
- I. phalli Scopoli, 1772
- I. phyllophorus Linnaeus, 1831
- I. picatus Gmelin, 1790
- I. piceatorius Gravenhorst, 1820
- I. piceus Gmelin, 1790
- I. pictifrons Cresson, 1864
- I. pictus Gmelin, 1790
- I. pilulicornis Heinrich, 1978
- I. pini Strom, 1788
- I. pinquicornis Bauer, 1985
- I. placidus Provancher, 1875
- I. placitus Cresson, 1874
- I. plautus Hilpert, 1992
- I. plebejuse Uchida, 1954
- I. polargus Heinrich, 1961
- I. polyommati Horstmann, 2010
- I. polyxanthus (Kriechbaumer, 1869)
- I. polyzonius Schrank, 1802
- I. pollens Brues, 1910
- I. poplitaeus Geoffroy, 1785
- I. popofensis Ashmead, 1902
- I. porcellus Hilpert, 1992
- I. porrectus Gmelin, 1790
- I. posticus Geoffroy, 1785
- I. potanini Kokujev, 1904
- I. potterae Kittel, 2016
- I. praedunculus Fonscolombe, 1847
- I. praestigiator Schiodte, 1839
- I. praestolatorius Muller, 1776
- I. praeustus Gmelin, 1790
- I. pretorius Olivier, 1792
- I. primatorius Forster, 1771
- I. primigenius Brues, 1910
- I. profugus (Scopoli, 1763)
- I. proletarius Wesmael, 1848
- I. promissorius Erichson, 1842
- I. propinquus Tischbein, 1874
- I. provectus Brues, 1910
- I. proximus Cuvier, 1833
- I. psetosi Cuvier, 1833
- I. pseudocaedator Heinrich, 1978
- I. pseudocaloscelis Heinrich, 1949
- I. pseudomaius Heinrich, 1961
- I. pseudovivax Heinrich, 1961
- I. pseudowinkleyi Heinrich, 1961
- I. pteromajus Theobald, 1937
- I. pulvinatus Kriechbaumer, 1874
- I. pumiliops Heinrich, 1961
- I. punctatus Geoffroy, 1785
- I. punctor Thunberg, 1822
- I. punctorius Muller, 1776
- I. punctulatus Geoffroy, 1785
- I. pupparum Geoffroy, 1785
- I. purgatorius Muller, 1776
- I. purpuripennis Cresson, 1877
- I. pusillamoenus Heinrich, 1961
- I. pusillator Thunberg, 1822
- I. putus Cresson, 1877
- I. pycnocephalus Heinrich, 1961
- I. pygmaeus Poda, 1761
- I. pygolissus Heinrich, 1951
- I. quadrialbatus Gravenhorst, 1820
- I. quadriannellatus Thomson, 1893
- I. quadrimaculatus Gmelin, 1790
- I. quadripes Geoffroy, 1785
- I. quadripunctatus Provancher, 1886
- I. quaesitorius Linnaeus, 1761
- I. querceti Schrank, 1802
- I. quinquealbatus Kriechbaumer, 1890
- I. raptor Muller, 1776
- I. rathbunae Kittel, 2016
- I. recentissimus Cuvier, 1833
- I. recticornis Rossi, 1790
- I. recurvicauda Cuvier, 1833
- I. resinanae Ratzeburg, 1852
- I. rhicnodes (Townes, Momoi & Townes, 1965)
- I. rhododendron Heinrich, 1965
- I. rishiriensis Uchida, 1926
- I. rivalis Tischbein, 1874
- I. rogenhoferops Heinrich, 1980
- I. romani Smits van Burgst, 1913
- I. romenilianus Cuvier, 1833
- I. rosaceus Schrank, 1837
- I. rubicundus Geoffroy, 1785
- I. rubratorius Muller, 1776
- I. rubriornatus Cameron, 1904
- I. rudolphi Holmgren, 1884
- I. rufescens Cuvier, 1833
- I. ruficaput Heinrich, 1965
- I. ruficinctus (Townes, Momoi & Townes, 1965)
- I. ruficollis Cuvier, 1833
- I. ruficornis Gmelin, 1790
- I. rufidorsatus Bridgman, 1887
- I. rufigena Kriechbaumer, 1875
- I. rufipes (Cameron, 1903)
- I. rufitarsis Smith, 1874
- I. rufoscutellatus Cuvier, 1833
- I. ruttneri Heinrich, 1944
- I. sachalinensis Uchida, 1926
- I. sagittator Rossi, 1792
- I. saltator Muller, 1776
- I. salutator Rossi, 1790
- I. samoanus Fullaway, 1938
- I. sapporoensis (Ashmead, 1906)
- I. sarcitorius Linnaeus, 1758
- I. saucius Cresson, 1864
- I. saxifragator Bauer, 1985
- I. scopulator Berthoumieu, 1892
- I. scoresbysundensis Jussila, 1996
- I. sculpturatus Holmgren, 1864
- I. scutellorius Cuvier, 1833
- I. schansensis Uchida, 1952
- I. sectatorius Berthoumieu, 1895
- I. seditiosus Cresson, 1877
- I. segmentosus Geoffroy, 1785
- I. seisensis Kriechbaumer, 1893
- I. semicaudatus Cuvier, 1833
- I. semicoccineus Cresson, 1864
- I. semiobscurus Cameron, 1884
- I. semiorbitalis Gravenhorst, 1820
- I. sequanensis Cuvier, 1833
- I. serratularum Cuvier, 1833
- I. sexcinctoides Riedel, Coruh & Ozbek, 2010
- I. sexcinctus Gravenhorst, 1829
- I. sexmaculatus Matsumura, 1912
- I. sheldonae Kittel, 2016
- I. shikotsuensis Uchida, 1927
- I. shiskensis Uchida, 1926
- I. sibiricus Roman, 1904
- I. sieboldi Kriechbaumer, 1893
- I. signaticornis Kriechbaumer, 1893
- I. signatus Geoffroy, 1785
- I. silaceus Gravenhorst, 1829
- I. silvicola Heinrich, 1934
- I. similaris Provancher, 1875
- I. simplex Gmelin, 1790
- I. simulans Tischbein, 1873
- I. smirnoffae Kittel, 2016
- I. snethlageae Kittel, 2016
- I. somniatus Brues, 1910
- I. sorex Muller, 1776
- I. sphegoides Schrank, 1802
- I. spinicornis Schrank, 1802
- I. spinulae Schrank, 1802
- I. spurius Wesmael, 1848
- I. stagniphilos Heinrich, 1961
- I. stenocerus Thomson, 1887
- I. stenogaster Boie, 1841
- I. stigma Gmelin, 1790
- I. stigmatorius Zetterstedt, 1838
- I. stigmatus Uchida, 1926
- I. stilpnoides Ratzeburg, 1852
- I. stramentarius Gravenhorst, 1820
- I. stramentor Rasnitsyn, 1981
- I. stramineus Gmelin, 1790
- I. striatus Gmelin, 1790
- I. strigosus Gmelin, 1790
- I. strobilorum Ratzeburg, 1848
- I. stubaiicola Bauer, 1999
- I. stuttgardiensis Cuvier, 1833
- I. subalpinus Holmgren, 1864
- I. subannulatus Gravenhorst, 1820
- I. subdolus Cresson, 1867
- I. subfumatus Cameron, 1885
- I. subhirtus (Kokujev, 1909)
- I. sublongaevus Meunier, 1914
- I. sublunatus Hilpert, 1992
- I. sublutus Cameron, 1885
- I. submarginatus Gravenhorst, 1829
- I. subobsoletus Tischbein, 1882
- I. subrestrictus (Viereck, 1903)
- I. subsolis Hilpert, 1992
- I. substituens Heinrich, 1961
- I. subtestaceus Gmelin, 1790
- I. suburbanus Heinrich, 1961
- I. subversatus Heinrich, 1961
- I. sugiharai Uchida, 1935
- I. sulcatoriops Hilpert, 1992
- I. sulphureus Gmelin, 1790
- I. suspiciosus Wesmael, 1845
- I. sutor Christ, 1791
- I. suturalis Holmgren, 1864
- I. suturator Thunberg, 1822
- I. tammesae Kittel, 2016
- I. taylorae Kittel, 2016
- I. tenebricosus Gmelin, 1790
- I. teniola Geoffroy, 1785
- I. tentator Villers, 1789
- I. terminatorius Gravenhorst, 1820
- I. tertiarius Geoffroy, 1785
- I. testaceus Schrank, 1837
- I. thomsoni Holmgren, 1864
- I. tibetanus Kokujev, 1909
- I. tinea Christ, 1791
- I. tipularum Schrank, 1802
- I. torpefactus Brues, 1910
- I. torquatus Villers, 1789
- I. tottor Thunberg, 1822
- I. toyoharensis Uchida, 1926
- I. transaralius Hilpert, 1992
- I. trialbatus Kriechbaumer, 1880
- I. triangulator Schiodte, 1839
- I. triangulum Gmelin, 1790
- I. tricinctus Schrank, 1785
- I. tricolor Cuvier, 1833
- I. trichopus Schrank, 1802
- I. trigemellus Heinrich, 1956
- I. tristis Cuvier, 1833
- I. tritus Heinrich, 1961
- I. truculentus Cresson, 1877
- I. tsunekii Uchida, 1940
- I. tuberculatus Kawall, 1868
- I. tuberculipes Wesmael, 1848
- I. tumidifrons Cresson, 1867
- I. tumidulus Cameron, 1885
- I. tunicatus Strom, 1788
- I. turbidus Schiodte, 1839
- I. turca Schrank, 1802
- I. tyrannus Schrank, 1781
- I. ulmanae Schrank, 1802
- I. ultimus Cresson, 1877
- I. unalaskae (Ashmead, 1902)
- I. uncinatus Cresson, 1877
- I. unicinctus Brulle, 1846
- I. unicolor Gmelin, 1790
- I. urticae Geoffroy, 1785
- I. ustulatus Gmelin, 1790
- I. ustzazae Heinrich, 1978
- I. vacillatorius Rossi, 1792
- I. vafer Tischbein, 1876
- I. valdopacus Heinrich, 1961
- I. validicornis Holmgren, 1864
- I. vallemontanus Cuvier, 1833
- I. vandenbrandeae Kittel, 2016
- I. vanessae Boie, 1855
- I. varex Muller, 1776
- I. variabilis Schrank, 1802
- I. varians Brischke, 1862
- I. varicolor Schiodte, 1839
- I. varius Pontoppidan, 1763
- I. vaucheri Pic, 1902
- I. vaughanae Kittel, 2016
- I. vecors Cresson, 1877
- I. ventrifascius Schrank, 1802
- I. ventus Hilpert, 1992
- I. veo (Cheesman, 1928)
- I. veressi (Kiss, 1915)
- I. versabilis Cresson, 1877
- I. versatilis Kokujev, 1904
- I. vestianellae Schrank, 1802
- I. vestigator Thunberg, 1822
- I. viburnellae Schrank, 1802
- I. vicinus Cuvier, 1833
- I. vigilatorius Panzer, 1804
- I. villepreuxae Kittel, 2016
- I. villosus Roman, 1936
- I. vindex Muller, 1776
- I. vinulentus Cresson, 1864
- I. violaceipennis Spinola, 1851
- I. vitimensis Heinrich, 1978
- I. vitis Linnaeus, 1762
- I. vittatus Geoffroy, 1785
- I. vittiger Townes, Townes & Gupta, 1961
- I. vivax Cresson, 1877
- I. volesus Cresson, 1867
- I. vorax Geoffroy, 1785
- I. vulneratorius Zetterstedt, 1838
- I. walleyi Heinrich, 1961
- I. weemsi Heinrich, 1972
- I. winkleyi (Viereck, 1917)
- I. wurtembergicus Cuvier, 1833
- I. xanthoceros Cuvier, 1833
- I. xanthogastrius Schrank, 1802
- I. xanthomelas Gmelin, 1790
- I. xanthorius Forster, 1771
- I. xanthuros Gmelin, 1790
- I. yakui Uchida, 1956
- I. yalowae Kittel, 2016
- I. yasumatsui Uchida, 1952
- I. yumyum Kriechbaumer, 1895
- I. zelotypus Cresson, 1867
- I. zherichini Heinrich, 1978
- I. zoologicus Hilpert, 1992